# Osea Kolinisau

a Compétitions nationales et continentales officielles uniquement.

b Matchs officiels uniquement.
Osea Kolinisau, né le 17 novembre 1985, est un joueur de rugby à XV et rugby à sept fidjien évoluant au poste d'ailier en rugby à XV. International fidjien de rugby à sept depuis 2008, il fait partie de l'équipe qui remporte les éditions 2015 et 2016 des World Rugby Sevens Series et de l'équipe qui participe aux Jeux olympiques de Rio. Avec celle-ci, dont il est le capitaine, il devient champion olympique, lors du retour du rugby sous sa forme à sept au programme des Jeux, à Rio en 2016. 

## Biographie
Durant les saisons 2014-2015, puis 2015-2016, il participe aux deux victoires de la sélection des Fidji en World Rugby Sevens Series, participant à neuf étapes en 2014-2015, avec 45 matchs et 334 points, et dix étapes la saison suivante, 58 matchs et 214 points.
Il est retenu dans le groupe qui participe aux Jeux olympiques de Rio. Il est le porte-drapeau de la délégation fidjienne lors de la cérémonie d'ouverture. Lors du premier tournoi olympique de rugby depuis les Jeux de Paris 1924, l'équipe des Fidji domine un à un tous ses adversaires, et termine par une victoire en finale 43 à 7 face à la Grande-Bretagne. Capitaine de la sélection, Osea Kolinisau et ses partenaires remportent le premier titre de leur pays aux J.O., et même la première médaille. Il fait partie de l'équipe type de la compétition aux côtés de Josua Tuisova et de Semi Kunatani.
Osea Kolinisau est intronisé au Temple de la renommée World Rugby en 2021.